# Otis Redding
Otis Ray Redding Jr. (Dawson, 9 settembre 1941 – Madison, 10 dicembre 1967) è stato un cantante statunitense di musica soul, la cui fama è legata soprattutto ai singoli I've Been Loving You Too Long del 1965 e (Sittin' on) the Dock of the Bay uscito postumo.
Nonostante il modesto successo conseguito in vita, Redding è tuttora considerato uno dei massimi esponenti della black music e tra i maggiori cantanti di tutti i tempi. La rivista Rolling Stone lo inserisce al ventunesimo posto nella sua lista dei 100 migliori artisti e al nono in quella dei 100 migliori cantanti ed è sovente definito come il Re del Soul.

## Biografia
Redding nacque nella cittadina di Dawson in Georgia. Quando aveva cinque anni la sua famiglia si trasferì a Macon, sempre in Georgia. Cantava nel coro della Chiesa Battista di Vineville e divenne una specie di celebrità locale vincendo il concorso per giovani talenti del sabato sera per quindici settimane consecutive.
Nel 1960 Redding iniziò a girare il Sud insieme a Johnny Jenkins e i Pinetoppers. Quello stesso anno incise i suoi primi dischi, She's All Right e Shout Banalana, con questo gruppo, col nome di "Otis and The Shooters".
Nel 1962 lasciò la sua prima traccia sulla scena discografica durante una sessione di registrazione dello stesso Jenkins, incidendo These Arms of Mine, una ballata composta da Redding stesso. La canzone divenne un piccolo successo della Volt Records, una sussidiaria della famosa etichetta del "Southern soul" Stax, di Memphis nel Tennessee. Il suo manager era Phil Walden, anche lui di Macon, che in seguito fondò la Capricorn Records. Otis Redding continuò a incidere per la Stax/Volt e si creò una schiera di appassionati continuando a girare molto in tour, esibendosi in spettacoli estremamente elettrizzanti, con il supporto degli altri artisti della Stax Sam and Dave. Altre hit tra il 1964 e il 1966 furono Mr. Pitiful, I Can't Turn You Loose, Try a Little Tenderness, (I Can't Get No) Satisfaction (cover del famoso pezzo dei The Rolling Stones) e Respect (in seguito grande successo di Aretha Franklin). 
Redding fu autore di molte delle sue canzoni, cosa inusuale per quel tempo, spesso con Steve Cropper (del gruppo della Stax "Booker T. & the M.G.'s", che di solito fungevano da gruppo di supporto per Otis in studio). Il cantante soul Jerry Butler scrisse con lui un brano musicale, che s'intitola I've Been Loving You Too Long, tra i suoi pochi brani dove proprio lui fu l'unico a cantare addirittura in maniera arrabbiata ed incivile. Una delle sue poche canzoni ad ottenere un significativo successo commerciale e mainstream fu Tramp (1967) con Carla Thomas. In seguito, nel giugno di quello stesso anno, Redding suonò alla prima edizione del Monterey Pop Festival, in California, evento che rivestì una straordinaria importanza nella scena musicale statunitense. Inoltre va detto che il grande cantante fu l'unico rappresentante del R&B e del Soul americano ad essere invitato alla manifestazione, interamente dedicata al rock.
Per rendere i trasferimenti in tour meno faticosi, Redding acquistò un bimotore passeggeri Beechcraft 18; il cantante e altri sei compagni rimasero uccisi quando questo velivolo precipitò nel Lago Monona a Madison, nel Wisconsin, il 10 dicembre 1967, una nebbiosa domenica pomeriggio. Ben Cauley, uno dei membri della band di supporto di Otis, i Bar-Kays, fu l'unica persona a bordo a sopravvivere. Stava dormendo fino a pochi secondi prima dell'impatto, e ricordò che al momento del risveglio vide il collega Phalon Jones guardare fuori dal finestrino e dire "Oh, no!". Cauley allora slacciò la sua cintura di sicurezza, e questo è l'ultimo suo ricordo prima di ritrovarsi nelle acque gelide del lago, aggrappato al cuscino di un sedile per mantenersi a galla. Le cause dell'incidente non furono mai individuate con precisione.
Redding fu sepolto nel suo ranch privato a Round Oak in Georgia, circa 32 km a nord di Macon. Al suo funerale, tenutosi una settimana dopo l'incidente nell'auditorium di Macon, parteciparono 4.500 persone e celebrità del soul come James Brown, Solomon Burke e Wilson Pickett.
Il cantante dei Doors, Jim Morrison, dedicò a Redding un verso commemorativo il 26 dicembre 1967, sedici giorni dopo la morte, durante un'esibizione dal vivo al Winterland del brano When the Music's Over cantando per due volte «Poor Otis dead and gone, left me here to sing his song» (Il povero Otis è morto, mi ha lasciato qui a cantare la sua canzone). Quel giorno, Redding avrebbe dovuto aprire lo spettacolo per la rock band di Los Angeles, e a causa dell'improvvisa morte fu sostituito da Chuck Berry. 
(Sittin' on) the Dock of the Bay fu registrata appena tre giorni prima della morte di Redding. Entrò nella memoria collettiva dall'anno seguente, diventando il suo primo singolo a raggiungere il numero 1 della Billboard Hot 100 per quattro settimane ed a vendere un milione di copie. Il fatto che (Sittin' on) the Dock of the Bay divenne in definitiva il maggior successo commerciale di Redding è piuttosto ironico, non solo perché fu pubblicata dopo la sua morte, ma anche perché la canzone è in effetti un significativo cambiamento stilistico rispetto al grosso dei suoi lavori precedenti.
Altri successivi dischi vennero pubblicati postumi, tra cui Hard to Handle (1968).
I suoi figli Dexter e Otis III fondarono, insieme al loro cugino Mark Locket, il gruppo funk-disco "The Reddings" alla fine degli anni settanta.
Nel 2002, la città di Macon ha onorato il suo illustre figlio con l'inaugurazione di una statua di Redding nel parco Gateway. In Italia, la città di Porretta Terme in provincia di Bologna, sede dell'annuale Porretta Soul Festival, Tribute to Otis Redding, gli ha dedicato una via.

## Il successo di(Sittin' on) the Dock of the Bay
Otis cominciò a scrivere quello che sarebbe diventato un successo universale durante il suo soggiorno a Sausalito, mentre viaggiava per promuovere un duetto con la cantante Carla Thomas. Un giorno, durante questo viaggio, andò sulla sua barca e, dopo aver recepito un lampo di ispirazione, cominciò a scrivere le prime righe della canzone (finita poi durante una collaborazione insieme al chitarrista Steve Cropper). Inizialmente Otis aveva intenzione di chiamare il pezzo "Dock of the Bay", ma la successiva collaborazione con Steve lo portarono a modificarne la musica, qualche strofa del testo e addirittura il titolo, aggiungendo all'inizio le due parole "(Sittin'on)".
Il pezzo venne pubblicato postumo, dopo il tragico incidente in cui Otis e i membri del Bar-Kays persero la vita. Non appena il pezzo giunse alle orecchie delle più note stazioni radio statunitensi, immediatamente si diffuse in un largo giro di ripetizione radiofonica. Non a caso il brano raggiunse subito il posto numero 1 delle classifiche R&B. Già il 16 marzo dello stesso anno, "Dock of the Bay" raggiunse anche la vetta della classifica "pop" Billboard Hot 100 per quattro settimane.
La canzone divenne immensamente popolare in tutto il mondo, anche perché pubblicata postuma. A contribuire alla sua notorietà nel corso degli anni successivi, ci pensarono alcuni film che la inclusero nella propria colonna sonora. Uno dei più celebri è sicuramente Top Gun del 1986. Inoltre Dock of the Bay ha avuto svariate cover, da parte di artisti R&B come Percy Sledge o Sam & Dave, oltre che da cantanti di altri generi, inclusi Tom Jones, The Foundations, Willie Nelson, Kenny Rankin, Dennis Brown, Elisa, Michael Bolton, Emma con Craig David, Pearl Jam, The Format, Sammy Hagar Justin Nozuka, Sara Bareilles e Franco Battiato nell'album Fleurs 2. Nel 1999, BMI ha nominato la canzone come la sesta più "cantata" del secolo, con circa sei milioni di performance. La rivista Rolling Stone ha messo l'album di Redding The Dock of the Bay alla posizione 161 della sua personale classifica dei più grandi album della storia. La canzone (Sittin' On) the Dock of the Bay è alla posizione numero 26 nella classifica delle più belle canzoni della storia, sempre secondo Rolling Stone.

## I concerti e gli show di Otis Redding
- 1962 (8 ottobre) - Gaumont Theater, Doncaster, Yorkshire, Inghilterra
- 1963 (4 luglio) - Paramount Theater, Brooklyn, New York, Stati Uniti
- 1963 (20 luglio) - City Auditorium, Macon, Georgia, Stati Uniti
- 1963 (15 novembre) - Apollo Theater, New York City, New York, Stati Uniti
- 1965 (7 marzo) - Terrace Ballroom, Newark, New Jersey, Stati Uniti
- 1965 (2 agosto) - Columbia Township Auditorium, Columbia, South Carolina, Stati Uniti
- 1965 (21 agosto) - City Auditorium, Macon, Georgia, Stati Uniti
- 1966 (19 marzo) - New Orleans, Louisiana, Stati Uniti
- 1966 (9 e 10 aprile) - Whiskey a Go Go, West Hollywood, California, Stati Uniti
- 1966 (2 settembre) - Mobile, Alabama, Stati Uniti
- 1966 (10 settembre) - Olympia Theater, Parigi, Francia
- 1966 (16 settembre) - TV Show BBC: Ready Steady Go, Londra, Inghilterra
- 1966 (19 ottobre) - Washington, District Columbia, Stati Uniti
- 1966 (29 ottobre) - Philadelphia, Pennsylvania, Stati Uniti
- 1966 (30 ottobre) - Camden, New Jersey, Stati Uniti
- 1966 (31 ottobre) - New York City, New York, Stati Uniti
- 1966 (25 novembre) - Fillmore Auditorium, New York City, New York, Stati Uniti
- 1966 (20 e 21 dicembre) - The Fillmore, San Francisco, California, Stati Uniti
- 1967 (21 gennaio) - Hunter College, New York City, New York, Stati Uniti
- 1967 (28, 29 e 30 gennaio) - Norfolk, Virginia, Stati Uniti
- 1967 (3 febbraio) - Civic Coliseum, Knoxville, Tennessee, Stati Uniti
- 1967 (7 febbraio) - Houston, Texas, Stati Uniti
- 1967 (11 febbraio) - The Apollo Theater, New York City, New York, Stati Uniti
- 1967 (12 febbraio) - Memphis, Tennessee, Stati Uniti
- 1967 (13 febbraio) - Baltimora, Maryland, Stati Uniti
- 1967 (27 febbraio) - Newark, New Jersey, Stati Uniti
- 1967 (1º marzo) - Anniston, Alabama, Stati Uniti
- 1967 (9 marzo) - Londra, Inghilterra
- 1967 (17 marzo) - The Astoria Theatre Finsbury Park, Londra, Inghilterra
- 1967 (18 marzo) - Upper Cut Club, Londra, Forest Gate, Inghilterra
- 1967 (21 marzo) - Olympia Theater, Parigi, Francia
- 1967 (23 marzo) - Palace Theater, Manchester, Inghilterra
- 1967 (31 marzo) - Roundhouse Theatre, Londra, Inghilterra
- 1967 (7 aprile) - The Stax/Volt Revue Tour, Oslo, Norvegia
- 1967 (8 aprile) - Hammersmith Odeon, Londra, Inghilterra
- 1967 (11 aprile) - New York City, New York, Stati Uniti
- 1967 (19 aprile) - Florence, Alabama, Stati Uniti
- 1967 (10 maggio) - Detroit, Michigan, Stati Uniti
- 1967 (14 maggio) - Baltimora, Maryland, Stati Uniti
- 1967 (26 e 27 maggio) - Baton Rouge, Louisiana, Stati Uniti
- 1967 (2 giugno) - New York City, New York, Stati Uniti
- 1967 (17 giugno) - Monterey Pop Festival, Monterey, California, Stati Uniti
- 1967 (24 giugno) - Buffalo, New York, Stati Uniti
- 1967 (25 giugno) - Richmond, Virginia, Stati Uniti
- 1967 (28 giugno) - Louisville, Tennessee, Stati Uniti
- 1967 (30 giugno) - Knoxville, Tennessee, Stati Uniti
- 1967 (1º luglio) - Norfolk, Virginia, Stati Uniti
- 1967 (2 luglio) - New York City, New York, Stati Uniti
- 1967 (3 e 4 luglio) - Expo Theatre, Montreal, Quebec, Canada
- 1967 (9 e 10 luglio) - Houston, Texas, Stati Uniti
- 1967 (26 luglio) - Memphis, Tennessee, Stati Uniti
- 1967 (28 luglio) - Little Rock, Arkansas, Stati Uniti
- 1967 (11 agosto) - Charlotte Coliseum, Charlotte, North Carolina, Stati Uniti
- 1967 (12 agosto) - Municipal Auditorium, Nashville, Tennessee, Stati Uniti
- 1967 (21 agosto) - The Continental Club, Oakland, California, Stati Uniti
- 1967 (6, 7 e 8 settembre) - Memphis, Tennessee, Stati Uniti
- 1967 (2 ottobre) - Memphis, Tennessee, Stati Uniti
- 1967 (1, 6 e 7 dicembre) - Memphis, Tennessee, Stati Uniti
- 1967 (9 dicembre) - Upbeat TV Show, Cleveland, Ohio, Stati Uniti
- 1967 (9 dicembre) - Leo's Casino, Cleveland, Ohio, Stati Uniti
- 1967 (10 dicembre) - The Factory, Madison, Wisconsin, Stati Uniti[9]

## Discografia

### Album in studio
- 1964 - Pain in My Heart
- 1965 - The Great Otis Redding Sings Soul Ballads
- 1965 - Otis Blue
- 1966 - The Soul Album
- 1966 - Complete & Unbelievable: The Otis Redding Dictionary of Soul
- 1967 - King & Queen (con Carla Thomas)
- 1967 - Live in Europe
- 1967 - History of Otis Redding (Volt Records, VOLT S-418)
- 1968 - The Dock of the Bay
- 1968 - The Immortal Otis Redding
- 1968 - Otis Redding in Person at the Whisky A Go-Go
- 1969 - Love Man
- 1970 - Tell the Truth
- 1970 - Historic Performances Recorded at the Monterey International Pop Festival

### Singoli
- 1961 - Shout Bamalama
- 1961 - Gettin' Hip
- 1962 - These Arms of Mine
- 1963 - That's What My Heart Needs
- 1963 - Pain in My Heart
- 1964 - Come to Me
- 1964 - Security
- 1964 - Chained and Bound
- 1964 - Stand by Me
- 1964 - Things Go Better With Coke... (A Man and a Woman)
- 1965 - Mr. Pitiful
- 1965 - Respect
- 1965 - I've Been Loving You Too Long
- 1965 - That's How Strong My Love Is
- 1965 - My Girl
- 1966 - (I Can't Get No) Satisfaction
- 1965 - I Can't Turn You Loose
- 1966 - My Lover's Prayer
- 1966 - Fa-Fa-Fa-Fa-Fa (Sad Song)
- 1966 - Try a Little Tenderness
- 1967 - I Love You More Than Words Can Say
- 1967 - Shake
- 1967 - Glory of Love
- 1967 - Tramp (con Carla Thomas)
- 1967 - Knock on Wood (con Carla Thomas)
- 1968 - (Sittin' on) the Dock of the Bay
- 1968 - The Happy Song (Dum-Dum)
- 1968 - I've Got Dreams to Remember
- 1968 - Amen
- 1968 - Lovey Dovey (con Carla Thomas)
- 1968 - White Christmas
- 1968 - Papa's Got a Brand New Bag
- 1969 - When Something is Wrong With My Baby (1969) (con Carla Thomas)
- 1969 - A Lover's Question
- 1969 - Love Man
- 1969 - Free Me
- 1969 - Look at That Girl
- 1969 - Demonstration
- 1970 - Give Away None of My Love
- 2011 - Otis (con Kanye West e Jay-Z, postumo)

### Compilation
- 1972 - The Best of Otis Redding
- 1974 - Amen
- 1986 - The Ultimate Otis Redding
- 1987 - The Dock of the Bay: The Definitive Collection
- 1989 - Greatest Hits
- 1991 - 16 Original Hits
- 1992 - Greatest Hits, Volume 2
- 1992 - Remember Me (22 Previously Unissued Tracks)
- 1992 - It's Not Just Sentimental
- 1992 - The Very Best of Otis Redding
- 1993 - Greatest Hits
- 1993 - Otis! The Definitive Otis Redding: 1960-1967
- 1997 - I've Been Loving You Too Long and Other Hits
- 1998 - Dream to Remember: The Otis Redding Anthology
- 2000 - The Very Best of Otis Redding
- 2000 - Aretha & Otis
- 2002 - The Very Best of Otis Redding
- 2002 - The Essentials: Otis Redding
- 2003 - Shake and Other Hits
- 2005 - Legends of Soul: The Very Best of Aretha Franklin & Otis Redding
- 2006 - Covered by Otis
- 2006 - The Definitive Soul Collection
- 2007 - Platinum Collection
- 2007 - (Sittin' On) The Dock of the Bay and Other Hits
- 2009 - The Best See & Hear
- 2009 - Soul Six Pack
- 2010 - 100 Hits Legends
- 2012 - Lonely & Blue: The Deepest Soul of Otis Redding
- 2013 - Original Album Series, Vol. 2
- 2013 - Complete Stax/Volt Singles Collection
- 2013 - Early Sounds (1960-1962)

### Live
- 1982 - Recorded Live
- 1993 - Good to Me: Recorded Live at the Whisky A Go Go, Vol. 2
- 1995 - In Concert
- 2008 - Live! In London and Paris
- 2010 - Otis Redding: Live on the Sunset Strip

## Riconoscimenti
- Songwriters Hall of Fame nel 1994
- Grammy Lifetime Achievement Award (1999)
- Posizione nº21 nella Lista dei 100 migliori artisti secondo Rolling Stone
- "Eighth greatest singer of all time" (Rolling Stone, 2008)